# 張邵 (六朝)
张邵（？—？） ，字茂宗，小名梨，吴郡吳縣（今江苏苏州）人。東晉末及南朝宋初年官員，在宋官至雍州刺史。

## 生平
張邵初任琅邪內史王誕的龍驤府功曹。元興二年（403年）年末，桓玄篡位稱帝，劉裕於次年初以興復晉室名義起兵討伐，張邵勸在桓玄朝任廷尉卿的父親張敞向劉裕表示忠於晉，遂令劉裕下令眾軍不許侵擾張敞一家。平定桓玄後，張郡任揚州刺史王謐的主簿。當時劉毅地位僅次劉裕，而且他又重視人才，故當時很多人都去拜訪巴結他，但張邵就是不去，更向親友說劉裕就是命世人傑。劉裕心腹劉穆之聽聞後將此事告知劉裕，劉裕就更親任他，轉他為太尉參軍，署長流賊曹。
義熙六年（410年），劉裕因盧循之亂而自剛攻滅的南燕故土率大軍南返，進至石頭城並命張邵守南城。當時劉裕見百姓在岸邊看逼近建康的盧循軍，大惑不解之下問張邵，張邵答道：「大軍未回來時逃跑也來不及，怎有時間去勸望敵軍，現在就沒甚麼好怕了。」事後劉裕見張邵勤勉幹練，擔憂公事，就讓他再任揚州主簿，張邵亦盡心於政事，其他人都比不上他。
義熙九年（413年），豫章公世子劉義符以征虜將軍開府，張邵任其錄事參軍，後劉義符轉中軍將軍，張邵又任其諮議參軍，記室。義熙十一年（415年），劉裕率北伐大軍出發，進攻後秦，張邵和劉穆之留守建康，時青州刺史檀祗自行出兵討伐流民，劉穆之擔憂是檀祗要作亂，想派軍防禦，但張邵認為檀柢及檀道濟兄弟皆據要地，若果疑忌他們必會危及建康，反建議出使慰勞。最後檀祗亦無異動。義熙十三年（417年），劉穆之去世，劉裕仍在北伐中，朝廷因失去決策者而恐懼，眾人便想要下詔以太尉左司馬徐羨之代替穆之。不過張邵還是堅持要先諮詢劉裕之意見，最終等到劉裕決定讓徐羨之接替才讓世子正式任命。此舉令劉裕對張邵十分欣賞，有大臣之節。義熙十四年（418年），劉裕班師，想讓世子出鎮荊州，惟張邵以儲副不宜外任由力阻，最終劉裕改變主意，留世子在京而讓三子劉義隆出鎮荊州，並命張邵為司馬，領南郡相，更讓張邵代年輕的劉義隆全權處理州事。永初元年（420年），劉裕篡晉建宋，張邵因開國元勳身份而獲封臨沮伯。
劉義隆的諮議參軍王華有權慾，不欲張邵在上面壓著他，遂故意宣揚張邵生活豪侈，更以其白服登城彈劾他，終讓張邵被徵還，自己代替張邵統州事。永初三年（422年），朝廷割荊州部分轄境設立湘州，以張邵為湘州刺史。原本湘州還會設設立軍府，惟張邵認為湘州並不近邊境，非用兵的地方，設軍府只會礙事，無益政事，最終放棄設立。元嘉三年（426年），三年前被因徐羨之、傅亮及謝晦廢宋少帝而被立為帝的劉義隆下令誅殺徐羨之及傅亮，並要率兵討伐荊州刺史謝晦，謝晦試圖反抗，並寫信請張邵支持自己，但張邵不回覆，共將原信轉呈皇帝。
元嘉五年（428年），張邵轉征虜將軍，領寧蠻校尉、雍州刺史，加都督。上任後張邵修築長圍和堤堰，造了數千頃田地，加強了雍州的田糧生產。另當時丹、淅二水一帶的蠻族屢次作亂，張邵借會面機會將蠻族的首領都殺了，並派兵掩襲其村落。然而此舉卻令蠻族對朝廷無復信任，都起兵對抗，影響水陸交通。元嘉七年（430年）時，蠻族試圖抓住到雍州探望父親後東歸的劉劭長子劉敷，但認錯了柔然國使者，於是張邵降號揚烈將軍。
後張邵改任荊州刺史劉義恭的撫軍長史、持節、南蠻校尉，但在元嘉九年（432年）因為被指在雍州營私，獲取二百四十萬錢的利益而被收下廷尉，免官並削減爵土。張邵及後受任吳興太守，後去世，獲追復以前的爵土，並賜諡號簡。

## 性格特徵
- 張邵任王誕功曹時，桓玄擊敗王誕依附的司馬元顯，執掌朝政，將王誕流放到廣州。王誕的親戚故友都棄他而去，只是張邵仍然以禮相待，並哭著為其送行，更在當時天下大亂，鬧出饑荒的情況下救助王誕妻兒。
- 張邵在荊州生活豪侈，每次出行都會帶大批隨從，遂讓王華故意顯示其奢侈。
- 張邵臨終時命眾人用蔬果去祭祀他，用葦席載靈柩，行節葬。

## 家庭

### 兄弟
- 張裕，張邵兄，南朝宋官員，歷任益州刺史、都官尚書、光祿大夫、會稽太守。
- 張偉，張邵兄，東晉琅邪國郎中令，劉裕曾命他送毒酒殺害晉恭帝，但他不願，飲毒酒死。

### 子女
- 張敷，長子，官至黃門侍郎。
- 張柬，張敷弟，襲父爵，能徒手與猛獸格鬥，劉劭弒父登位後任輔國將軍，在劉劭被宋孝武帝討伐時出走，墮水身亡。